# 杜雷克山
46°57′36″N 12°01′40″E / 46.96°N 12.02778°E

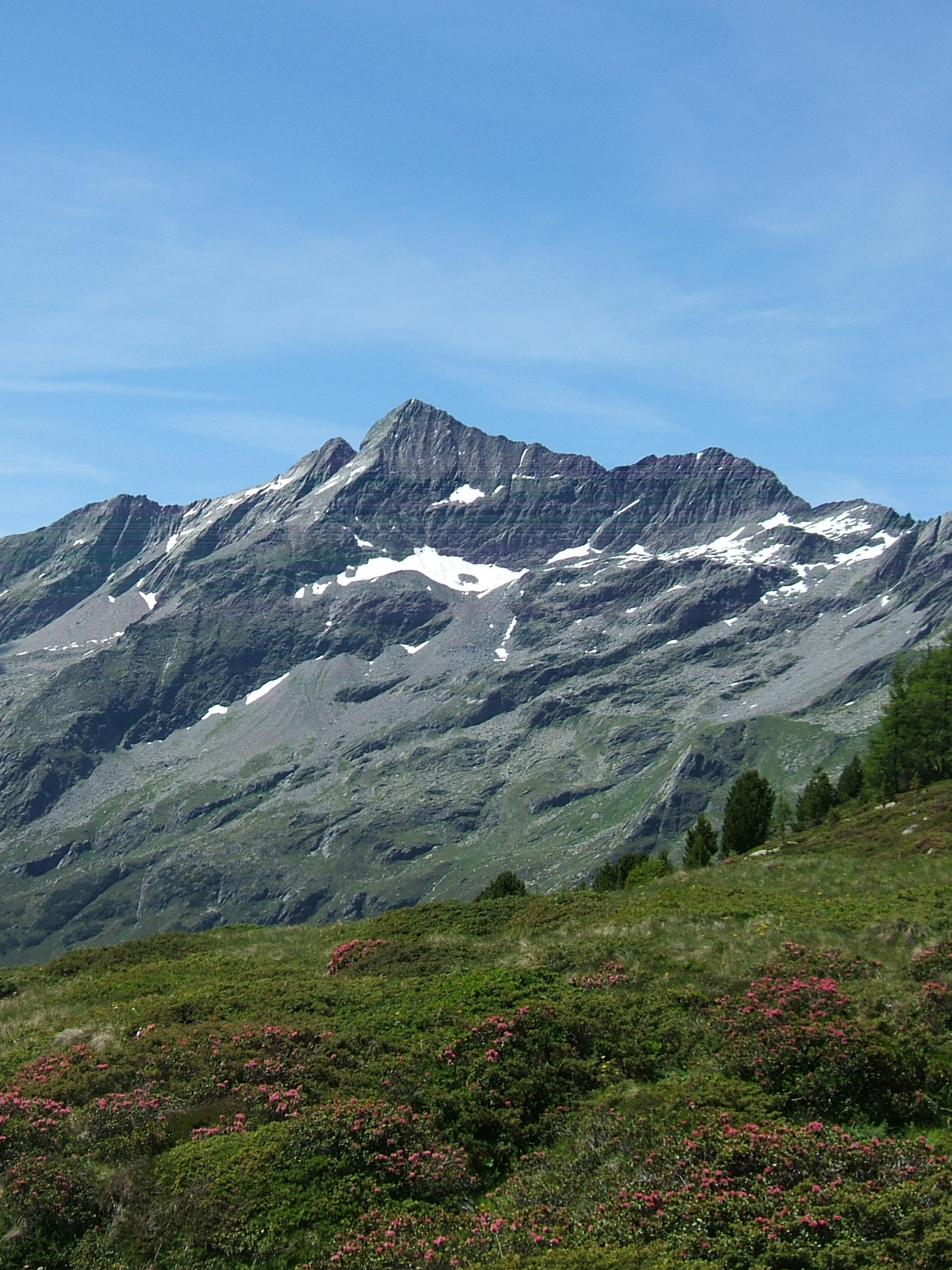

杜雷克山（德語：Durreck），是奧地利的山峰，位於該國北部，由特倫蒂諾-上阿迪傑大區負責管轄，海拔高度3,135米，每年平均降雨量1,874毫米，人類在1877年7月首次登頂。